# Coiciu (cartier în Constanța)
Coiciu este un cartier în Constanța, numit după omul politic Mihail Coiciu. Este situat între Casa de Cultură și Institutul de Marină. În cartier se află o geamie construită în anul 1957.
În 2016 a avut loc un scandal când mai mulți indivizi din cartier, înarmați au atacat un locatar. În prezent, în zonă locuiesc mai multe etnii precum: români, turci, rromi, aromâni etc. Dealungul anilor cartierul a fost cunoscut drept un cartier periculos al Constanței 